# Classificazione decimale Dewey 510 Matematica
510 è la sezione di secondo livello della classificazione decimale Dewey dedicata alla matematica.
Questa pagina presenta la struttura ad albero delle sue sottosezioni.

## 512 - Algebra e teoria dei numeri

### 512.1 - Algebra combinata con altri rami della matematica
- 512.12 Algebra e geometria euclidea
- 512.13 Algebra e trigonometria
- 512.14 Algebra e geometria analitica
- 512.15 Algebra e calcolo infinitesimale

### 512.2 - Teoria dei gruppi
- 512.21 - Gruppi di permutazioni
- 512.22 - Teoria delle rappresentazioni
- 512.23 - Gruppi finiti
- 512.25 - Gruppi abeliani
- 512.27 - Semigruppi
- 512.28 - Gruppoidi

### 512.3 - Campi algebrici
- 512.32 - Teoria di Galois

### 512.4 - Anelli, Ideali
- 512.42 - Moduli e Ideali
- 512.44 - Anelli commutativi
- 512.46 - Anelli associativi
- 512.48 - Anelli non commutativi
  - 512.482 - Algebre e gruppi di Lie

### 512.5 - Algebra lineare e multilineare
- 512.52 - Spazi vettoriali
- 512.55 - Algebre e gruppi topologici
  - 512.554 - Algebre di Banach
  - 512.556 - Algebre con operatori autoaggiunti
- 512.56 - Algebre differenziali
- 512.57 - Algebre quozienti

### 512.6 - Teoria delle categorie, Algebra omologica, K-teoria
- 512.62 Teoria delle categorie
- 512.64 Algebra omologica
- 512.66 K-teoria

### 512.7 - Teoria dei numeri
- 512.72 Teoria dei numeri elementare
  - 512.723 - Numeri primi
- 512.73 - Teoria analitica dei numeri
- 512.74 - Teoria algebrica dei numeri
- 512.75 - Geometria dei numeri
- 512.76 - Teoria probabilistica dei numeri
- 512.78 - Specifici campi di numeri
- 512.782 - Numeri razionali
- 512.784 - Numeri algebrici
- 512.786 - Numeri reali
- 512.788 - Numeri complessi

### 512.9 - Algebra elementare
- 512.92 Operazioni algebriche
  - 512.922 Esponenti e logaritmi
  - 512.923 Estrazione di radici
  - 512.924 Approssimazioni, rapporti, proporzioni
- 512.94 Teoria delle equazioni
  - 512.942 Tipi specifici e sistemi di equazioni
    - 512.9422 Equazioni polinomiali
      - 512.94222 Equazioni quadratiche

    - 512.9426 Sistemi di equazioni

  - 512.943 Determinanti e matrici
    - 512.9432 Determinanti
    - 512.9434 matrici
    - 512.9436 Autovalori e autovettori

  - 512.944 Teoria delle forme e teoria degl'invarianti algebrici
- 512.96 Algebre di funzioni
- 512.97 Disuguaglianze

## 513 - Aritmetica

### 513.1 - Aritmetica combinata con altri rami della matematica
- 513.12 - Aritmetica e algebra
- 513.13 - Aritmetica e geometria
- 513.14 - Aritmetica, algebra e geometria

### 513.2 - Operazioni aritmetiche
- 513.21 - Operazioni di base
  - 513.211 - Addizione
  - 513.212 - Sottrazione
  - 513.213 - Moltiplicazione
  - 513.214 - Divisione
- 513.22 - Esponenti e logaritmi
- 513.23 - Estrazione di radici
- 513.24 - Approssimazioni e rapporti
  - 513.245 - Percentuali
- 513.26 - Frazioni
- 513.265 - Frazioni decimali

### 513.5 - Sistemi di numerazione
- 513.52 - Sistema binario
- 513.55 - Sistema decimale